# Villasbuenas de Gata
Villasbuenas de Gata è un comune spagnolo di 509 abitanti situato nella comunità autonoma dell'Estremadura.